# فرانک کالین
فرانسیس جوزف کالین (به انگلیسی:Francis Joseph Collin)(زاده ۳ نوامبر ۱۹۴۴) یک رهبر قبلی حزب ناسیونال سوسیالیست آمریکا بود که تصمیم گرفت راهپیمایی در محله یهودی‌نشین اسکوکی در ایلینوی انجام دهد. این مسئله جنجال بزرگی به پا کرد و باعث یک دادگاه بزرگ در مورد حق متمم اول توسط دادگاه عالی آمریکا شد. کالین بعداً موقعیت خود را از دست داد هنگامی که اصلیت یهودی وی آشکار شد. بعداً او به یک نویسنده نئوپاگان تبدیل شد.

## زندگی
فرانک کالین که در شیکاگو، ایلینوی به دنیا آمده بود به جرج لینکلن راکول در حزب ناسیونال سوسیالیست سفید آمریکا در سال ۱۹۶۰ پیوست. او بعد از اختلاف با بقیه اعضا در مورد جانشینی راکول از این گروه خارج شد.
کالین سازمان دیگری به نام حزب ناسیونال سوسیالیست آمریکا ایجاد کرد که تا سال ۱۹۷۷ تقریباً مطرح نبود. در این زمان او اعلام کرد که قصد دارد راهپیمایی در محله یهودی‌نشین اسکوکی در ایلینوی انجام دهد. در آن زمان اسکوکی بیشترین جمعیت یهودیان را در ایالات متحده داشت و بیشتر ساکنین آن از بازماندگان هولوکاست بودند. از این رو بیشتر مردم تصور می‌کردند اسکوکی به همین دلیل انتخاب شده‌است. در نهایت پس از کشمکش قانونی حزب او موفق شد اجازه راهپیمایی را به دست آورد ولیکن اجازه استفاده از بازوبند نازی (سواستیکا) را ندارد.

## سقوط
در زمانی که معلوم شد که پدر کالین، مکس سیمون کالین، یک یهودی بوده‌است و نام خانوادگی اصلی او "کوهن" بوده‌است سقوط او آغاز شد. مکس کوهن/کالین ادعا می‌کرد که در اردوگاههای کار اجباری داخائو زندانی بوده‌است و کالین نیز در آنجا به دنیا آمده‌است.
در زمانی که کالین رهبر حزب ناسیونال سوسیالیست بود به جرم داشتن رابطه جنسی با یک زوج پسر بچه ۱۰ ساله دستگیر شد. در این زمان او از جنبش نئونازی اخراج شد. یک روانشناس که او را تحت مطالعه قرار داد گفت که او به خاطر نفرت از پدرش دیوانه شده‌است. کالین به جرم داشتن رابطه جنسی با کودکان زندانی شد و به هفت سال زندان محکوم گردید. ولیکن او بعد از سه سال از زندان آزاد شد.

## نویسنده
بعد از آزادی از زندان کالین به یک نویسنده نئوپاگان تبدیل شد. او کتابی دربارهٔ تمدن آتلانتیس و دلیل نابودی آن نوشت.

## در تلویزیون
کالین در مستند نازیهای آمریکا: یک تاریخ مخفی که توسط کانال تلویزیونی تاریخ نشانداده شد ظاهر شد. هر چند که این مستند به اخراج او از حزب ناسیونال سوسیالیست و دلیل آن اشاره نکرد.